# L'Univers élégant
L'Univers élégant (titre original : The Elegant Universe) est un ouvrage de Brian Greene publié en 1999 et ayant pour objectif de vulgariser la théorie des cordes et la théorie M.
L'ouvrage a été en lice pour un prix Pulitzer (2000), il est gagnant du prix Aventis en sciences en 2000.
L'ouvrage présente les espaces de Calabi-Yau selon certains points dimensionnels (11D, 16D et 26D), lesquels pourraient contenir notre espace-temps.
Adapté sous forme de mini-série documentaire diffusée par la PBS puis par Arte en 2006 et présentée sous le titre Ce qu'Einstein ne savait pas encore et dont il est le narrateur.